# Sehando

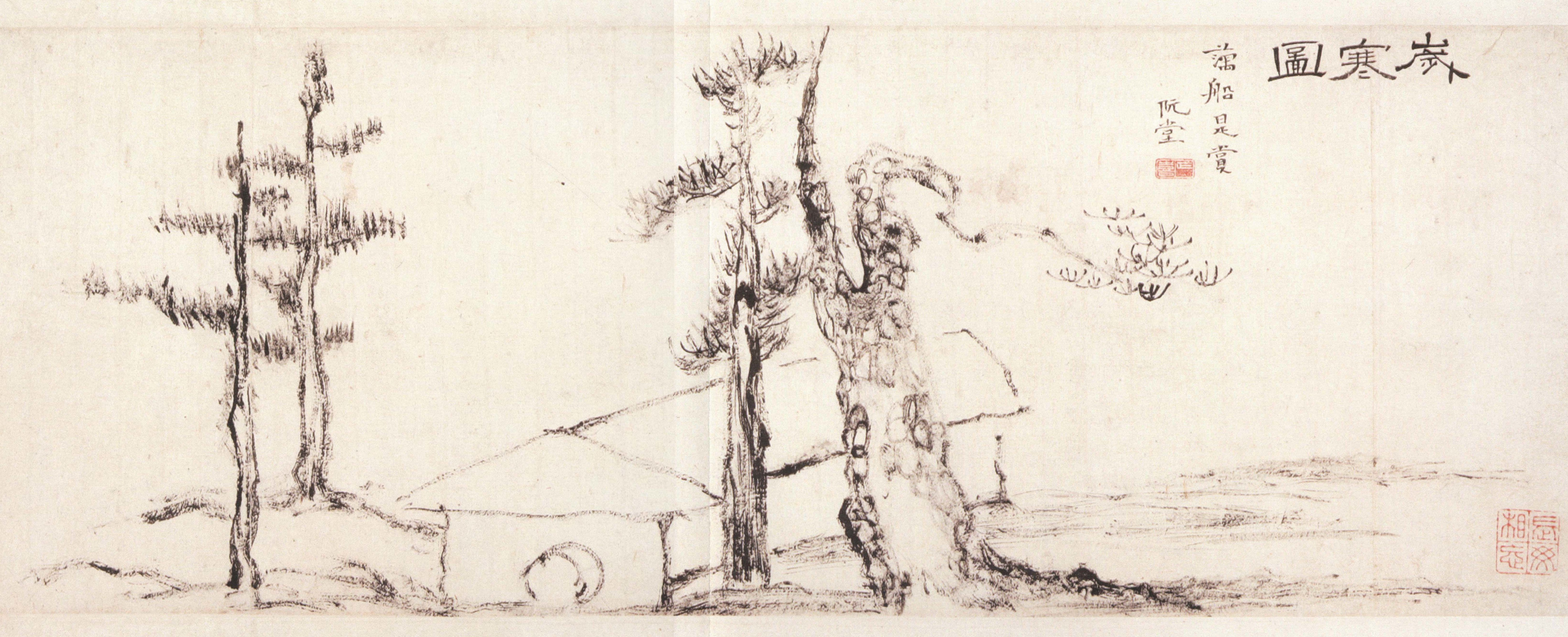
Sehando (세한도) ... (Die Große Kälte)

Sehando (koreanisch 세한도, 歲寒圖, Die Große Kälte) ist ein Werk des koreanischen Gelehrten und Kalligraphen Kim Jeong-hui (김정희) (1786–1856), das er während seiner Verbannung auf der Insel Jejudo im Jahr 1844 schuf. Das Werk wurde 1974 als Kulturgut von besonderer Bedeutung unter der Registriernummer 180 zum Nationalschatz Südkoreas ernannt.

## Inhalt des Bildes
Kim Jeong-hui wollte mit dem Werk sein einsames Leben im Exil metaphorisch als Große Kälte beschreiben und wählte ein Zitat aus dem 9. Kapitel des Werks Gespräche des Konfuzius. Der Titel für sein Werk Sehando entnahm er aus zwei chinesischen Zeichen des folgenden Zitats:

“子曰、歲寒、然後知松柏之後彫也。”

„Erst nach der großen Kälte erkennt man, dass Kiefern und Lebensbäume nicht verdorren.“

In der rechten oberen Ecke des Bildes ist der Name des Bildes zu erkennen und links daneben schrieb Kim Jeong-hui, dass das Werk ein Geschenk an Yi Sang-jeok (이상적 李尙迪) (1804–1865) sei, als Dank für die für ihn wertvollen Bücher, die Yi ihm von China mitbrachte. Unten rechts ist das Siegel von Kim zu finden. Die beiden immergrünen Kiefern rechts neben der Hütte soll die starke Bindung zwischen ihm als Lehrer und seinem Schüler Yi Sang-jeok symbolisieren.

## Entstehung
Kim Jeong-hui wurde 1840 auf die Insel Jejudo Island verbannt, da die seinerzeit herrschende Klasse in Korea in ihm einen politischen Gegner sah. Unter Hausarrest gestellt, litt Kim unter Krankheiten, dem Tod seiner Ehefrau und der mit dem Hausarrest verbundenen Isolation. Um all dies zu überwinden, widmete er sich der Kalligraphie und der Malerei. Das Werk Sehando, das eine Größe von 69,2 cm × 23 cm besitzt, schenkte er seinem Schüler und Dolmetscher Yi Sang-jeok, der ihm von seinen Reisen nach China Nachrichten aus Yanjing (heute Peking) und Bücher mitbrachte und ihm damit half, den Kontakt zur Außenwelt etwas erhalten zu können.

## Der Weg des Werkes
Als Yi Sang-jeok, manchmal auch Lee Sang-jeok geschrieben, wiederholt nach China reiste, präsentierte er das Werk chinesischen Gelehrten, die er um eine Beurteilung bat. Sechzehn von ihnen taten dies und legten ihre Sicht auf das Werk schriftlich nieder. Die Schriftrolle wurde dem Werk angefügt. Nach Yi's Tod ging das Werk in den Besitz seines Schülers über, und nach dessen Tod an dessen Sohn. Weitere Besitzerwechsel folgten. Während der japanischen Okkupation Koreas fiel das Werk schließlich in die Hände des japanischen Gelehrten Chikashi Fujitsuka (藤塚隣) (1879–1948), der Sehando und eine Sammlung über Kim Jeong-hui 1940 bei seiner Rückkehr nach Japan mitnahm. 1944 besuchte der koreanische Kalligraph Son Jae-hyeong (손재형) Fujitsuka und konnte erreichen, dass Fujitsuka ihm das Werk schenkte.
Nach der Befreiung Koreas im Jahr 1945 bat Son Jae-hyeong drei namhafte koreanische Gelehrten um ihre Kommentare zu dem Werk Sehando. Als Son für einen Sitz in der Nationalversammlung (Gukhoe 국회) kandidierte und dafür Geld benötigte, verkaufte er das Werk samt seiner Anhänge und Kommentare an den Geschäftsmann Son Se-gi. Nach dessen Tod erbte sein Sohn Son Chang-geun (손창근) das Werk. Als dieser im Jahr 2018 hunderte Werke seiner Kunstsammlung dem koreanischen Nationalmuseum schenkte, war Sehando noch nicht dabei. Im August 2020 entschied er sich dann doch Sehando dem Nationalmuseum von Südkorea zu schenken. Für seine Schenkungen erhielt Son Chang-geun schließlich den Orden Geumgwan (금관), einer der höchsten Auszeichnungen des Landes.